# Памятник киевской гавани

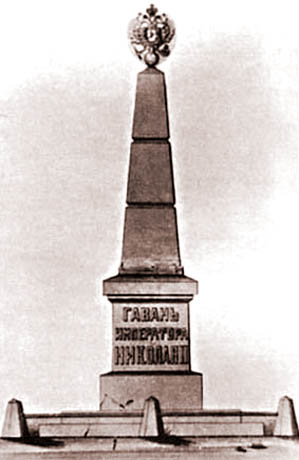
Памятник киевской гавани

Па́мятник киевской га́вани — памятный знак, установленный в Киеве в 1900 году в честь окончания работ по обустройству киевской гавани. Стоял на набережной Днепра, в самом начале Спасской улицы. Снесён в начале 1920-х годов.
В XVIII и первой половине XIX столетий киевский порт представлял собой практически необустроенную и неприглядную стоянку судов. В то время Почайна была уже полностью заилена, поэтому корабли, прибывавшие в Киев, вынуждены были выстраиваться в несколько рядов вдоль правого берега Днепра, что чрезвычайно осложняло погрузочно-разгрузочные работы и создавало небезопасную ситуацию. Первую попытку как-то исправить положение предприняли в 1850-е годы, но из-за чрезмерной экономичности городских чиновников денег в это дело вложили недостаточно, и они были потрачены впустую.
Наконец, в 1890-х годах был утверждён проект нового переустройства гавани, разработанный инженером Николаем Максимовичем. Строительные работы по сооружению нового киевского порта начались 24 мая 1897 года, а 25 июля (6 августа) 1899 года гавань, получившая имя императора Николая II, была торжественно открыта.
В 1900 году в честь окончания работ по обустройству гавани на набережной Днепра был установлен памятный знак. Созданный по проекту Эдуарда Брадтмана, памятник представлял собой трёхметровый гранитный столб с бронзовым государственным гербом вверху и надписью на бронзовой доске «Гавань императора Николая II».
В начале 1920-х годов, на волне борьбы с памятниками монархического периода, памятник был снесён большевиками.